# Peeter Kreitzberg
Peeter Kreitzberg (Pärnu, 14 december 1948 - Peking, 3 november 2011) was een Estisch politicus en wetenschapper.

## Loopbaan

### Wetenschap
Kreitzberg studeerde in 1972 af aan de Universiteit van Tartu. Hij werkte van 1978 tot 1996 als docent op deze universiteit. In 1993 haalde hij aan de Lund-universiteit in Zweden zijn doctorstitel met een proefschrift getiteld The legitimation of educational aims: paradigms and metaphors. Vanaf 1997 was hij werkzaam als professor pedagogiek aan de Universiteit van Tallinn.

### Politiek
Hij was van april tot november 1995 minister van Onderwijs in het tweede kabinet van Tiit Vähi. Daarna was hij drie jaar locoburgemeester van Tallinn. In 1999 werd hij verkozen tot lid van de Riigikogu, het parlement van Estland. Hij maakte deel uit van de fractie van de Centrumpartij (Eesti Keskerakond), totdat hij in 2005 overstapte naar de Sociaaldemocratische Partij (Sotsiaaldemokraatlik Erakond).
Kreitzberg stelde zich in 2001 verkiesbaar voor het presidentschap. In drie parlementaire verkiezingsrondes wist hij, net als de andere kandidaten, telkens geen tweederdemeerderheid te halen, waarna het parlement en de lokale overheden een kiescollege vormden. In de eerste ronde van de verkiezingen, gehouden onder de leden van dit kiescollege, moest Kreitzberg het afleggen tegen Toomas Savi en de uiteindelijke winnaar Arnold Rüütel.
Hij was voorzitter van de parlementaire commissie voor de betrekkingen met China. Eind oktober 2011 reisde hij met de commissieleden Maret Maripuu, Kalev Kallo en Sven Sester naar Azië voor ontmoetingen met onder meer Tibetaanse burgers en Chinese politici. Kreitzberg kwam op 3 november 2011 onverwacht om het leven op zijn hotelkamer in het Grand Hotel in Peking.

## Publicaties (selectie)
- The legitimation of educational aims: paradigms and metaphors (1993)
- Democratic vs. scientific and expert legitimation of educational decisions (1995), met E. Grauberg
- Educational transition in Estonia, 1987-1996 (1998), met S. Priimägi
- Denaturalising of the discourse on educational aims (1999)

## Onderscheidingen
- Orde van het Rijkswapen Derde Klasse (2003)[2]
- Orde van de Infant Dom Henrique[2]
- Grootofficier van de Nationale Orde van Verdienste van Frankrijk[2]